# زمین‌لرزه ۱۳۵۷ مسجدسلیمان
زمین‌لرزه ۱۳۵۷ مسجد سلیمان زمین‌لرزه‌ای به بزرگی ۶٫۲ ریشتر است که در ساعت ۱۰:۰۵ دقیقه روز پنجشنبه، ‎۲۳ آذر ۱۳۵۷ (۱۴ دسامبر ۱۹۷۸) در شمال شرقی مسجدسلیمان و در فاصله ۱۱ کیلومتری شهر اندیکا رخ داد. این زمین‌لرزه در عمق تقریبی ۳۳ کیلومتر و در موقعیت ۳۲°۰۸′۲۰″شمالی ۴۹°۳۸′۴۶″شرقی / ۳۲٫۱۳۹°شمالی ۴۹٫۶۴۶°شرقی رخ داد.
بر اساس گزارش‌های ثبت‌شده، این زمین‌لرزه ۷۶ نفر کشته و ۵۶ زخمی برجای گذاشت.

## نکات
هر چند این زمین‌لرزه در منابع زلزله‌نگاری بین‌المللی ثبت شده است اما احتمالا اخبار مرتبط با آن در رسانه‌های عمومی ایران به دلیل هم‌زمانی با وقایع انقلاب ۱۳۵۷ بازتاب چندانی نداشته است. 